# Armas Sastamoinen
Armas Sakari Sastamoinen, född 6 september 1909 i Uleåborg, Finland, död 25 april 1986, var en svensk journalist. 
Sastamoinen inledde sin karriär som journalist vid den syndikalistiska dagstidningen Norrlandsfolket i Kiruna. Han skrev även i Arbetaren och var tidningens ansvarige utgivare 1941–1949. Under och efter andra världskriget kartlade och beskrev han svenska nazisters verksamhet.
Sastamoinen avslöjade i Arbetaren tillsammans med Vilhelm Moberg att rådmannen Folke Lundquist ägnat sig åt bedrägerier i sitt arbete som överförmyndare, något som ledde till att Sastamoinen, i egenskap av Arbetarens ansvarige utgivare, dömdes till ett två månaders fängelsestraff samt 5 000 kronor i skadestånd för förtal; sedan det framkommit att Sastamoinen haft rätt gällande Lundquists förehavanden dömdes denne till ett år och sex månaders straffarbete och avsättning som rådman. 1960–1979 var Sastamoinen redaktör för tidningen Industriarbetaren, sedermera SAC-kontakt. 
Sastamoinen tilldelades Vilhelm Moberg-stipendiet 1960.